# Seattle Storm 2002
La stagione 2002 delle Seattle Storm fu la 3ª nella WNBA per la franchigia.
Le Seattle Storm arrivarono quarte nella Western Conference con un record di 17-15. Nei play-off persero la semifinale di conference con le Los Angeles Sparks (2-0).

## Roster
| N° | Naz.                   | Ruolo | Sportivo           | Anno | Alt. | Peso |
| -- | ---------------------- | ----- | ------------------ | ---- | ---- | ---- |
| 3  | Stati Uniti (bandiera) | G     | Michelle Marciniak | 1973 | 178  | 70   |
| 4  | Giamaica (bandiera)    | C     | Simone Edwards     | 1973 | 193  | 74   |
| 5  | Stati Uniti (bandiera) | AC    | Danielle McCulley  | 1975 | 191  | 82   |
| 7  | Rep. Ceca (bandiera)   | C     | Kamila Vodičková   | 1972 | 193  | 84   |
| 10 | Stati Uniti (bandiera) | G     | Sue Bird           | 1980 | 175  | 68   |
| 11 | Stati Uniti (bandiera) | G     | Jamie Redd         | 1977 | 178  | 70   |
| 14 | Stati Uniti (bandiera) | G     | Kate Paye          | 1974 | 173  | 68   |
| 15 | Australia (bandiera)   | AC    | Lauren Jackson     | 1981 | 196  | 85   |
| 21 | Stati Uniti (bandiera) | G     | Semeka Randall     | 1979 | 178  | 76   |
| 24 | Stati Uniti (bandiera) | A     | Amanda Lassiter    | 1979 | 185  | 65   |
| 30 | Stati Uniti (bandiera) | A     | Kate Starbird      | 1975 | 185  | 68   |
| 32 | Stati Uniti (bandiera) | A     | Adia Barnes        | 1977 | 180  | 75   |
| 33 | Stati Uniti (bandiera) | G     | Felicia Ragland    | 1980 | 173  | 59   |
| 34 | Stati Uniti (bandiera) | G     | Sonja Henning      | 1969 | 170  | 65   |
| 41 | Stati Uniti (bandiera) | A     | Takeisha Lewis     | 1979 | 183  | 96   |

## Staff tecnico
- Allenatrice: Lin Dunn
- Vice-allenatori: Carrie Graf, Gary Kloppenburg
- Vice-allenatore per lo sviluppo dei giocatori: Chris Brown
- Preparatore atletico: Sheri Hedlund
- Preparatore fisico: Daniel Shapiro